# Mordecai Naor

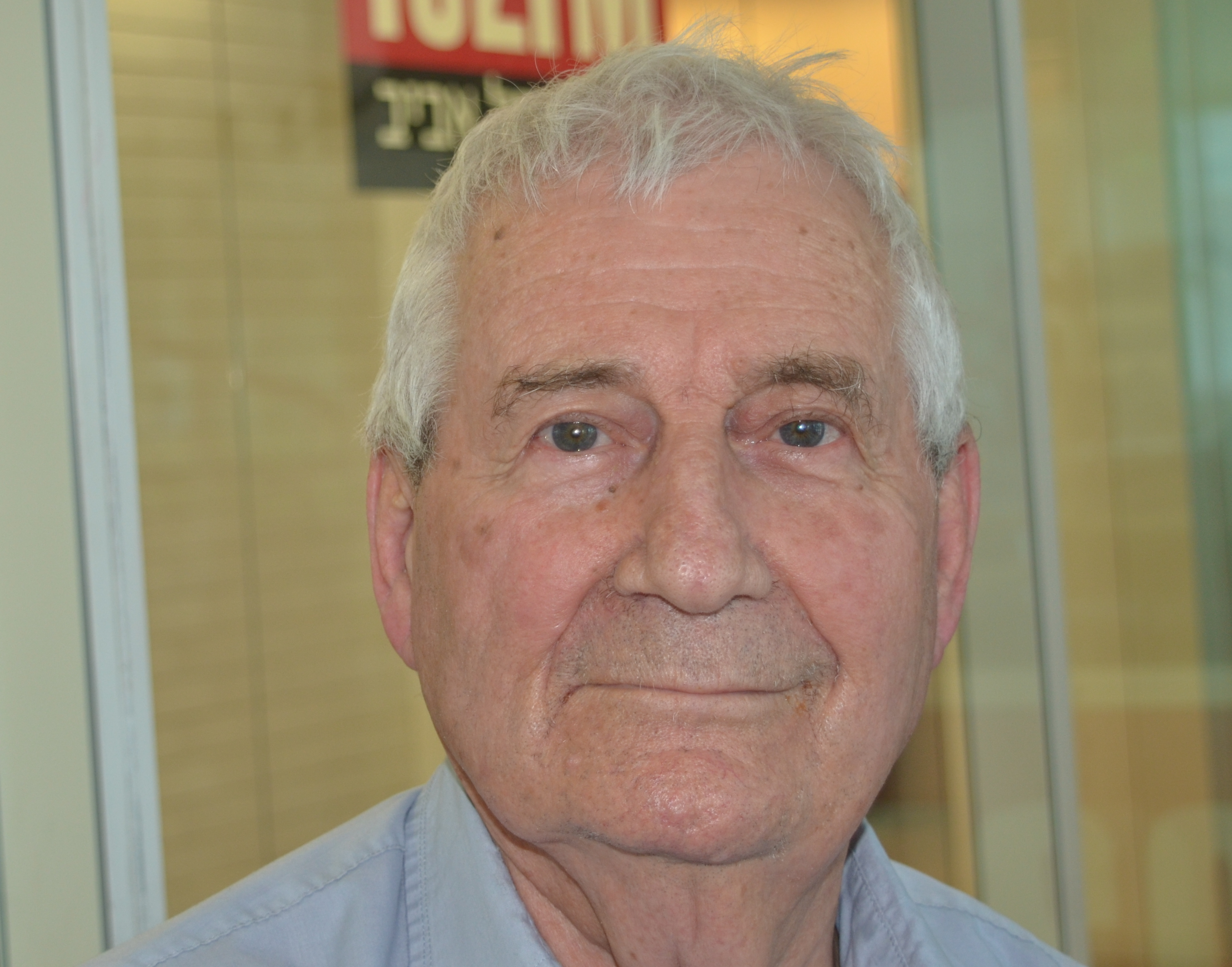
Mordecai Naor

Mordecai Naor (Hebreeuws: מֹרְדְּכַי נָאוֹר) (Tel Aviv, 19 augustus 1934) is een Israëlische geschiedkundige, gespecialiseerd in de geschiedenis van Israël.

## Loopbaan
Naor behaalde zowel een bachelor (in 1964) als een master (in 1970) in de sociale wetenschappen aan de Hebreeuwse Universiteit van Jeruzalem en promoveerde (in 1984) in de joodse geschiedenis aan de Universiteit van Tel Aviv.
Na zijn militaire diensttijd was hij in de jaren 50 betrokken bij de oprichting van kibboets Nahal Oz aan de rand van de Gazastrook. Van 1957 tot 1971 voerde hij de (hoofd)redactie van diverse jongeren- en legertijdschriften. Van 1974 tot 1978 leidde hij het radionetwerk van het Israëlische leger (Galei Tzahal, beter bekend als Galatz) en van 1985 tot 2003 werkte hij bij het onderzoeksinstituut voor de Joodse pers van de Universiteit van Tel Aviv.
Benevens bovenstaande was hij senior docent aan de Universiteit van Tel Aviv, hoofd van de afdeling Israëlische studies van het bij Kefar Sava gelegen universitair college Beit Berl, hoofd van de onderwijscommissie voor Israëlische studies namens het ministerie van Onderwijs en voorzitter van de nationale parkenautoriteit. Daarnaast was hij als schrijver, onderzoeker en presentator betrokken bij televisie- en radioprogramma's over de maatschappij en de geschiedenis van Israël alsmede het Joodse volk.
Sinds 2010 is hij hoofd van de raad ter instandhouding van het Onafhankelijkheidshuis in Tel Aviv (het huis waar in 1948 de Israëlische onafhankelijkheid werd uitgeroepen). Tevens heeft hij een adviserende-beherende rol bij tentoonstellingen over het nabije verleden van de Israëlische staat.

## Prijzen
- Sokolovprijs voor journalistiek (2002)
- Herzlprijs (2006)
- Ben-Gurionprijs (2007)

## Werken (keuze)
Naor schreef meer dan zeventig boeken waarvan een aantal ook in het Engels en Duits zijn verschenen.
- Idan historical series (17 delen), 1983-1992 (als redacteur)
- Qesher, 1987-2003, tweejaarlijks verschijnend tijdschrift over de Joodse pers van de Universiteit van Tel Aviv (als redacteur)
- The Aliyah Book, 1991
- The Hagana Lexicon, 1992 (als redacteur)
- City of Hope - Jerusalem from Biblical to Modern Times, 1996
- The Twentieth Century in Eretz Israel - a Pictorial History, 1998
- The Jewish People in the 20th Century - A Pictorial History, 2001
- Zionism - The First 120 Years, 2002
- The Israeli Press, 2004
- The Israel Lexicon, 2008